# Campeonato de Apertura 1949
Campeonato de Apertura 1949 var, eftersom det spelades två turneringar, den trettonde och fjortonde delen av den chilenska fotbollsturneringen Campeonato de Apertura. Den första turneringen bestod av tio lag. Den andra turneringen bestod av de lag som förlorade i den första omgången av den första turneringen, och bestod således av fem lag. Turneringen vanns av Santiago Morning. Den andra turneringen, "Extraturneringen", vanns av Universidad Católica.